# 밀헴 코타즈

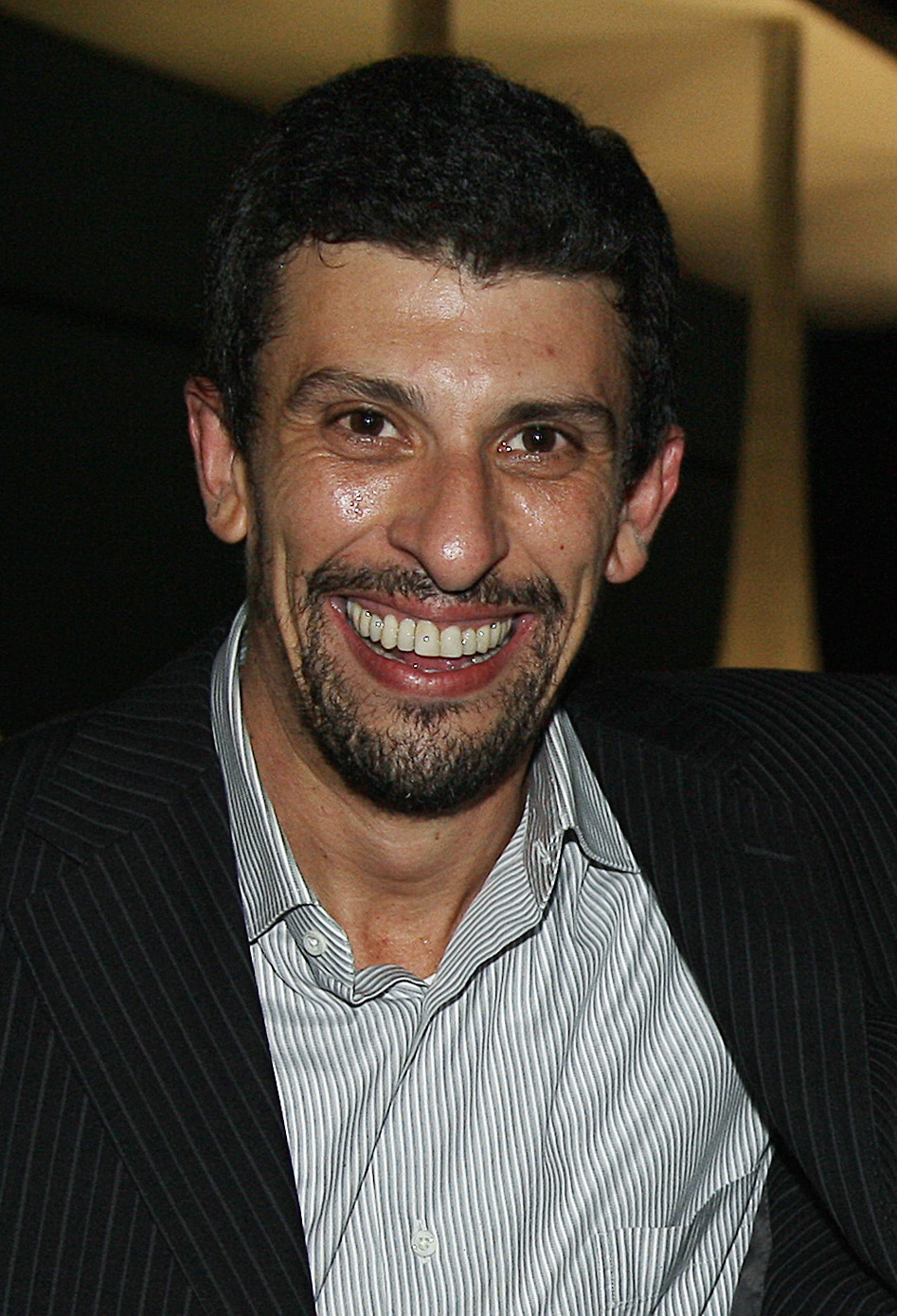

밀롕 코르타스(Milhem Cortaz, 1972년 12월 6일 ~ )는 브라질의 배우, 텔레비전 배우이다.
상파울루에서 태어났다.

## 영화
- 더 인티머씨 오브 스트레인저 (2018년)
- 하이 익스펙테이션스 (2016년)
- 알레마오 (2014년)
- 블루 블러드 (2014년)
- 울프 앳 더 도어 (2013년) - 베르나르도 역
- 더 고릴라 (2012년)
- 아만하 넌카 마이스 (2011년)
- 보카 (2010년)
- 엘리트 스쿼드 2 (2010년) - 코로넬 파비우 역
- 룰라, 브라질의 아들 (2009년)
- 악의 화신 (2008년)
- 플라스틱 시티 (2008년)
- 낫 바이 찬스 (2007년)
- 엘리트 스쿼드 (2007년)
- 드레인드 (2006년)
- 저니 투 더 엔드 오브 더 나잇 (2006년) - 로드리게즈 역
- 니나 (2004년)
- 카란디루 (2003년)